# Euseius mediocris
Euseius mediocris är en spindeldjursart som beskrevs av Chaudhri, Akbar och Rasool 1979. Euseius mediocris ingår i släktet Euseius och familjen Phytoseiidae. Inga underarter finns listade i Catalogue of Life.